# Orchard Park
Orchard Park és una població dels Estats Units a l'estat de Nova York. Segons el cens del 2000 tenia 3.294 habitants.

## Demografia
Segons el cens del 2000, Orchard Park tenia 3.294 habitants, 1.418 habitatges, i 925 famílies. La densitat de població era de 949,1 habitants per km².
Dels 1.418 habitatges en un 28,1% hi vivien nens de menys de 18 anys, en un 54,4% hi vivien parelles casades, en un 9,2% dones solteres, i en un 34,7% no eren unitats familiars. En el 31% dels habitatges hi vivien persones soles el 13,6% de les quals corresponia a persones de 65 anys o més que vivien soles. El nombre mitjà de persones vivint en cada habitatge era de 2,32 i el nombre mitjà de persones que vivien en cada família era de 2,93.
Per edats la població es repartia de la següent manera: un 23,5% tenia menys de 18 anys, un 5,1% entre 18 i 24, un 26,1% entre 25 i 44, un 25,7% de 45 a 60 i un 19,6% 65 anys o més.
L'edat mediana era de 42 anys. Per cada 100 dones de 18 o més anys hi havia 84,7 homes.
La renda mediana per habitatge era de 51.520 $ i la renda mediana per família de 70.483 $. Els homes tenien una renda mediana de 46.810 $ mentre que les dones 30.679 $. La renda per capita de la població era de 29.754 $. Entorn del 2,1% de les famílies i el 4,3% de la població estaven per davall del llindar de pobresa.